# Уфа (река)
Уфа (на башкирски: Ҡариҙел; букв. – „Черна река“) е река в Европейска Русия десен приток (най-голям) на река Белая, от басейна на Кама. Дължината ѝ е 918 km, която ѝ отрежда 52 място по дължина сред реките на Русия.

## Географска характеристика

### Извор, течение, устие
Река Уфа води началото си от Уфимското езеро, на 470 m н.в. в планината Южен Урал), разположено на 5 km северозападно от град Карабаш, Челябинска област. В горното си течение протича на северозапад, а след град Михайловск, Свердловска област – на запад, а след град Красноуфимск, Свердловска област – на юг, до устието на най-големия си приток река Ай. В този участък от 544 km течението на реката е с типичен планински и полупланински характер – тясна долина, стръмни брегове, бързеи и прагове. След устието на река Ай завива на юг-югозапад, навлиза в Република Башкортостан и долината ѝ значително се разширява, бреговете ѝ стават полегати, а скоростта на течението ѝ намалява. Тук реката силно меандрира и по течението ѝ има множество плитчини и старици. При село Караидел (районен център) Уфа навлиза в дългото 100 km Павловско водохранилище. След изтичането си от него долината ѝ става още по широка, реката става пълноводна, дълбока и с бавно течение. Влива се отдясно в река Белая, при нейния 487 km, на 80 m н.в., в южната част град Уфа, столицата на Република Башкортостан. По цялото си течение реката протича през карстов терен и силно са развити различни карстови форми – карстови полета, ували, валози, понори и други.

### Водосборен басейн, притоци
Водосборният басейн на Уфа обхваща площ от 53 100 km2, което представлява 37,39% от водосборния басейн на река Белая. Във водосборния басейн на реката попадат части от териториите на Република Башкортостан, Пермски край, Свердловска област и Челябинска област.
Границите на водосборния басейн на реката са следните:
- на северозапад – водосборните басейни на реките Бир и Танип, десни притоци на река Белая;
- на север – водосборния басейн на река Чусовая, ляв приток на река Кама;
- на изток – водосборния басейн на река Об;
- на юг – водосборния басейн на река Белая и водосборния басейн на нейния десен приток река Сим.

Река Уфа получава близо 70 притока с дължина над 20 km, като 6 от тях са дължина над 100 km. По-долу са изброени тези 6 реки, за които е показано на кой километър по течението на реката се вливат, дали са леви (→) или (←), тяхната дължина, площта на водосборния им басейн (в km2) и мястото където се вливат.
- 649 ← Серга 113 / 2170, при град Михайловск, Свердловска област
- 514 ← Бисерт 193 / 3400, при село Крилово, Свердловска област
- 382 → Ай 549 / 15 000, на 8 km северозападно от село Уст Югуз, Република Башкортостан
- 295 ← Тюй 193 / 2320, при село Новомулакаево, Република Башкортостан
- 252 → Юрюзан 404 / 7240, в Павловското водохранилище, при село Караяр, Република Башкортостан
- 74 ← Уса 126 / 964, на 4 km северозападно от село Клешево, Република Башкортостан

### Хидроложки показатели
Подхранването на Уфа е предимно снегово и в по-малък процент дъждовно и подземно. Среден годишен отток 388 m3/s, максимален 3 740 m3/s, минимален 55 m3/s. Замръзва о края на октомври до началото на декември, а се размразява приз април и началото на май.

## Селища
По течинето на реката са разположени множество населени места, в т.ч. 4 града:
- Челябинска област – Нязепетровск;
- Свердловска област – Михайловск, посьолок Арти, Красноуфимск;
- Република Башкортостан – селата Караидел и Красная Горка (районни центрове) и Уфа (столицата на Република Башкортостан).

## Стопанско значение
При село Павловка (при 170 km) е изградена преградната стена на голямото Павловско водохранилище, водите на което се използват за производство на електроенергия (Павловска ВЕЦ с мощност 201 MW) и напояване, а самото водохранилище регулига оттока на реката. В горното и Течение са изградени три по-малки язовира – Долгобродски, Нязепетровски и Верхнеарслановски, водите на които се използват за водоснабдяване на градовете Екатеринбург, Челябинск, Копейск и Кищим. Реката е плавателна в два участъка: от устието си до Павловската ВЕЦ (170 km) и от преградната стена на Павловското водохранилище до село Уст Аяз (135 km).

## Галерия
- Мост над Уфа в град Нязепетровск.
- Хидрологически природен паметник в Нязепетровски район.
- Река Уфа при град Уфа.
- Павловската ВЕЦ.
- Мост над Уфа при село Саргая.